# Gwadi
Gwadi (nep. ग्वादी) – gaun wikas samiti w zachodniej części Nepalu w strefie Lumbini w dystrykcie Gulmi. Według nepalskiego spisu powszechnego z 2001 roku liczył on 600 gospodarstw domowych i 2860 mieszkańców (1636 kobiet i 1224 mężczyzn).